# Glavno kvantno število
Glavno kvantno število  je eno izmed kvantnih števil, ki se uporabljajo v kvantni mehaniki. Glavno kvantno število označujemo z  {\displaystyle n\,\!}. Zavzame lahko samo pozitivna cela števila večja ali enaka 1
{\displaystyle n\in \{1,2,3,\ldots \}}.
Ostala kvantna števila elektrona v atomu so še {\displaystyle \ell \,\!} (orbitalno kvantno število), {\displaystyle m_{\ell }\,\!} (magnetno kvantno število) in {\displaystyle m_{s}\,\!} (spinsko kvantno število). Vsa kvantna števila enolično določajo kvantno stanje posameznega elektrona v atomu. Dva elektrona v istem atomu ne moreta imeti istih vseh štirih kvantnih števil (glej Paulijevo izključitveno načelo).
Glavno kvantno število je po Bohrovem modelu v vodikovem atomu povezano z energijo elektrona v lupini na naslednji način:
{\displaystyle E_{n}=-{me^{4} \over 8\epsilon _{0}^{2}h^{2}}\cdot {1 \over n^{2}}=-E_{R}{1 \over n^{2}}}
(kjer je {\displaystyle E_{R}} = 13,6 eV (Rydbergova energija)).
V periodnem sistemu elementov so glavne elektronske lupine označene z
K (n = 1), L (n = 2), M (n = 3), ….
Z upoštevanjem spina je največje število elektronov v posamezni elektronski lupini 
{\displaystyle ~N=2n^{2}}.
kar pomeni, da v lupini 
- K sta lahko največ dva elektrona
- L največ 8 elektronov
- M največ 18 elektronov

itd.      
Iz tega lahko tudi določimo kako se v periodnem sistemu elementov polnijo posamezne elektronske lupine. Pri zapolnjenih lupinah dobimo žlahtne pline.